# Die Hinichen
Die Hinichen sind eine Band aus Wien. Der Name stammt vom Adjektiv hinich, Wienerisch für "hin" bzw. "tot". Hinicha (Plural Hiniche) ist auch ein in Wien verwendetes Schimpfwort.
Während sie selbst ihre durchwegs derben Texte als satirisch und ironisch wahrgenommen wissen wollen, wird ihnen von Kritikern jeder künstlerische oder satirische Anspruch abgesprochen und offene Gewaltverherrlichung und Sexismus vorgeworfen.

## Geschichte
Nach ersten Auftritten auf privaten Festen suchten sich der Sänger und sein Cousin weitere Mitglieder und traten im Jahr 1991 beim Pop-o-drom – einem Bandbewerb für Nachwuchsmusiker – in der Sparte Liedermacher auf. In der Jurywertung lagen sie auf dem letzten Platz, bei der Publikumswertung auf dem Zweiten. (Sieger wurde das Duo Papermoon.)
Die Band wurde für die Verherrlichung von Gewalt gegen Frauen im Lied Wir mischen auf im Frauenhaus kritisiert. 2002 prüfte das österreichische Innenministerium und das deutsche Bundeskriminalamt die Homepage der Rockband wegen Verdachts der Wiederbetätigung. Im Dezember 2012 wurde ein Konzert der Gruppe im Wiener Gasometer abgesagt, nachdem Klaus Werner-Lobo, Kultursprecher der Wiener Grünen, die Lieder der Gruppe als „menschenverachtend und diskriminierend“ kritisiert hatte. Kulturstadtrat Andreas Mailath-Pokorny (SPÖ) distanzierte sich von der Intervention, die IG Autoren bezeichneten sie als „Zensur der Ära Metternich“.

## Stil

### Texte
Ihre Songtexte befassen sich auf derbe Weise mit Themen wie Stuhlgang, Inkontinenz, Blähungen, Intimgeruch, Promiskuität, mitunter auch Koprophilie und Analfixierung. Zahlreiche Texte sind explizit frauenfeindlich („Die Fut von meiner Frau riecht wie das Arschloch einer Sau“; „Wir mischen auf im Frauenhaus, wir peitschen die Emanzen aus […] Die Fotzen – ja, die ghörn verdroschen, zuerst aufs Aug und dann in d’ Goschen“). In manchen Liedern werden dazu auch von bekannten Musikern stammende Melodien verwendet.
In anderen Stücken werden Polizisten zum Ziel des Spotts oder, wie in Kerzlschlicker, sexuelle Übergriffe auf minderjährige Ministranten durch Priester aufgegriffen.
Die Texte sind in Wiener Mundart, inklusive grober Kraftausdrücke, verfasst.

### Musik
Musikalisch bedienen sich die Hinichen der verschiedensten Richtungen, oft auch innerhalb einzelner Stücke. Vorherrschend sind Rock- und Volksmusik, vereinzelt gibt es auch Einflüsse aus Gospel oder Reggae.

## Diskografie
Alben
- 1995: Ihre schönsten Lieder
- 1996: Gruppensex im Pensionistenheim
- 1999: Wir mischen auf im Frauenhaus[11]
- 2002: X-Gack (Gruppensex im Pensionistenheim inklusive Ihre schönsten Lieder)
- 2003: Hänschen Klein[12]
- 2004: Die Schiachen & die Dicken[13]
- 2005: Waldi[14]
- 2006: Hiniche Weihnachten[15]
- 2010: I bin ins Radar g’fahrn
- 2017: Sockenzwerg

Maxi-Singles
- 2003: Ex! – oder Orschloch

Kostenlos zum Download
- 2004: Küss mich, Kurt
- 2008: Das Fussball-Lied